# Club der Cäsaren
Club der Cäsaren ist ein US-amerikanisches Filmdrama von Michael Hoffman aus dem Jahr 2002. Die Handlung folgt der Kurzgeschichte The Palace Thief von Ethan Canin.
Die Geschichte des Jahrgangs von Sedgewick Bell wird aus der Warte des Lehrers Mr. Hundert als Rahmenhandlung erzählt, daran schließt sich als Epilog das Zusammentreffen der Schüler mit ihrem ehemaligen Lehrer beim Jahrestreffen an.

## Handlung
William Hundert lebt am Anfang der 1970er Jahre in Neuengland und ist Lehrer des Fachs Geschichte an der St. Benedict’s School for Boys. Der neue Schüler Sedgewick Bell, Sohn eines US-Senators, fordert Hundert immer wieder heraus. Das Leben des Lehrers wird dadurch stark beeinflusst. Elizabeth, die er liebt, ist mit einem seiner Kollegen verheiratet.
Obwohl der junge Bell sehr intelligent ist, sind seine Leistungen im Fach Geschichte indiskutabel. Er fällt auch durch sein respektloses Verhalten und seine Streiche, zu denen er auch seine Mitschüler verleitet, aus dem Rahmen. So entwenden die Jungen eines Tages ein Boot aus dem Bootshaus der Schule und rudern ans gegenüberliegende Ufer zum Mädcheninternat.
Bei einer Unterredung mit Bells Vater, dem Senator, wird Mr. Hundert darauf hingewiesen, dass Bildung nicht dazu dienen soll, die Jungen zu formen, sondern bloß, ihnen Wissen zu vermitteln. Die Formung des Charakters will der arrogante und Gewalt in der Erziehung befürwortende Senator ausschließlich selbst übernehmen.
Jährlich wird in St. Benedict’s für den Sieger eines Wissenswettbewerbs der Schüler zur Geschichte der Titel „Mr. Julius Cäsar“ vergeben.
Am Vorabend der ersten Klausur zum Wettbewerb gibt Mr. Hundert dem Schüler Bell ein Lehrbuch, das er selbst während seiner Highschool-Zeit verwendet hat. Er unterstützt ihn auch beim weiteren Lernen für die Arbeiten zur Ermittlung der Finalrundenteilnehmer. Der Lehrer merkt jedoch, dass er eher in die Welt des Schülers hineingezogen wird, als dass er dem Schüler wirklich die Ideale der humanistischen Bildung nahebringen kann. Immer mehr bevorzugt er Bell, obwohl es diesem eher um den oberflächlichen Schein, vor allem gegenüber seinem Vater, und um den Gewinn des Titels geht.
Mr. Hundert muss sich damit abfinden, dass Elizabeth mit ihrem Mann einen Posten in Großbritannien antritt.
Der Lehrer ist beeindruckt vom Einsatz und den Leistungen des Schülers Sedgewick Bell für den Wettbewerb. Diese reichen aber nicht ganz für die Teilnahme beim Finale. Schließlich gibt Mr. Hundert ihm auf eine Arbeit eine bessere Note, als er verdient hätte. Bell wird dadurch unrechtmäßig vor seinem Mitschüler Martin Blythe eingereiht und ist schließlich unter den drei Schülern, die bei der abschließenden Prüfung zum Wettbewerb „Mr. Julius Cäsar“ vor einem Auditorium aus Eltern, Lehrern und Schülern antreten dürfen. Bell ist unter den letzten zwei, allerdings nur durch Ablesen von unter seiner Toga verborgenen Spickzetteln. Mr. Hundert bemerkt den Betrug, spricht Rektor Woodbridge flüsternd darauf an und bekommt die Anweisung, den Vorgang zu ignorieren. Hundert stellt daraufhin eine Frage, die nicht auf seinen vorbereiteten (und möglicherweise verratenen) Zetteln steht und von der er weiß, dass der zweite Kandidat Deepak Mehta sie beantworten kann. Bell versagt und wird somit nur Zweiter.
Später stellt Hundert den Schüler Bell unter vier Augen zur Rede. Dieser antwortet auf die Frage, warum er betrogen habe, bloß mit der Gegenfrage: „Warum nicht?“ Der Schüler meint, dass Mr. Hundert den Schwindel bloß aus Angst vor seinem Vater, dem Senator, nicht aufgedeckt habe.
Sedgewick Bells Interesse an Geschichte versiegt nach diesem Vorfall, und er gibt sich wieder der alten Respektlosigkeit und den Schülerstreichen hin. Dennoch macht er trotz mittelmäßiger Noten seinen Abschluss. Der Einfluss seines Vaters sichert ihm einen Studienplatz in Yale.
Nach dem Tod des Rektors erwartet Mr. Hundert, inzwischen stellvertretender Schulleiter, dessen Nachfolge antreten zu können. Doch weil ihm nicht die entsprechende Leistung bei Spendenakquisition und Öffentlichkeitsarbeit zur Finanzierung der Privatschule zugetraut wird, zieht man ihm einen jüngeren Kollegen vor. Mr. Hundert nimmt Abschied von der Schule.
Es bleibt ihm die Liebe zu Elizabeth, die nach dem Scheitern ihrer Ehe aus dem Vereinigten Königreich zurückgekehrt ist.
25 Jahre nach Bells Abschluss wird Mr. Hundert zu einem Treffen der ehemaligen Schüler eingeladen. Das Treffen findet in einer Ferienanlage der Firma von Sedgewick Bell, der inzwischen Generaldirektor geworden ist, statt und Bell fordert eine Neuauflage des Wettbewerbs um den Titel „Mr. Julius Cäsar“ mit denselben Teilnehmern wie damals und mit Mr. Hundert als Leiter. Der neue Rektor von St. Benedict’s wirkt auf Mr. Hundert ein, teilzunehmen, weil Sedgewick Bell eine größere Spende an die Privatschule vom Erscheinen seines ehemaligen Lehrers abhängig gemacht hat. Widerwillig lässt sich Hundert überreden und fährt in die Ferienanlage nach Long Island, New York.
Erst jetzt gibt Sedgewick Bell Mr. Hundert das Buch zurück, das dieser ihm während der Schulzeit geliehen hatte. Es sieht so aus, als habe Sedgewick das Buch kurz zuvor gelesen, um bei der Wiederholung des Wettbewerbs den Sieg endlich zu erringen. Doch wieder kommt es anders: Mr. Hundert muss zu seiner Verärgerung neuerlich bemerken, dass Sedgewick betrügt. Diesmal hat er einen Souffleur engagiert, der ihm über einen Mikroempfänger im Ohr die Antworten übermittelt. Mr. Hundert stellt Sedgewick eine Falle: Seine abschließende Frage bezieht sich auf Schutruk-Nahhunte, einen elamitischen Herrscher, von dem nichts weiter bekannt ist als eine Inschrift, mit der dieser Herrscher nach der Eroberung einen Teil des Codex Ḫammurapi auf einer babylonischen Stele überschreiben ließ. Diese Inschrift stand auch auf einer Tafel über der Klassentür von Bells ehemaliger Klasse. Sie wurde in jedem neuen Jahrgang in St. Benedict’s in der ersten Geschichtsstunde von einem Schüler vorgelesen und von Mr. Hundert erklärt. Nur Sedgewick Bell hatte die Erklärung versäumt, da er erst mitten im Schuljahr in Mr. Hunderts Kurs kam. Obwohl er jeden Schultag durch diese Tür aus- und eingehen musste, hatte Bell offenbar die Inschrift nie gelesen.
Durch Mr. Hunderts Trick schlägt Sedgewicks Betrug erneut fehl, und wie schon beim ersten Mal gewinnt Deepak Mehta den Titel „Mr. Julius Cäsar“. Bells geplante „Revanche“ ist fehlgeschlagen. Wieder verzichtet Mr. Hundert darauf, den Schwindel Sedgewicks aufzudecken. Wie schon damals steckt Bell die Niederlage weg. Er tritt ans Mikrofon, gratuliert seinem Gegner und verkündet, dass er sich entschlossen habe, in die Fußstapfen seines Vaters zu treten und für den Senat der Vereinigten Staaten zu kandidieren.
Zufällig begegnen Bell und Hundert einander auf der Toilette. Hundert spricht Bell auf den Schwindel mit dem Hörgerät an. Sedgewick Bell glaubt sich unbeobachtet und gibt den Betrug zu: Man müsse sich nehmen, was man haben wolle, und wenn es nicht anders gehe, dann eben mit Schwindel und Lüge. Daraufhin gesteht Hundert ein: „Ich bin Lehrer, Sedgwick, und in Ihrem Fall habe ich versagt.“ Hundert sagt Bell voraus, dass er eines Tages erkennen werde, ein Leben ohne Tugend geführt zu haben. Das ist Bell gleichgültig. Er verkündet, dass er die Wahl gewinnen werde und dann nicht mehr aufzuhalten sei. Und erst dann werde er über Tugend nachdenken.
Plötzlich tritt aus einer der WC-Kabinen Sedgewicks kleiner Sohn Robert. Er hat alles mitangehört und weiß nun, dass sein Vater ebenso rücksichtslos zu handeln imstande ist wie einst dessen Vater, der Senator. Vieles am Familienleben der Bells ist nur gespielt und für die Medien inszeniert.
Hundert spricht mit seinem Ex-Schüler Martin Blythe. Er gesteht, dass er Bell (durch die Änderung der Note von A– in A+) in die Finalrunde der letzten drei befördert hat. Eigentlich hätte Blythe damals auf dem Podium stehen sollen. Blythe nimmt das bescheiden und unaufgeregt zur Kenntnis und meint nur, das seien alte Geschichten.
Am nächsten Morgen kommt Hundert die Treppe herunter und hört, wie Sedgewick Bell, wegen seiner Senatskandidatur von einem Fernsehteam interviewt, wieder Phrasen über die Wichtigkeit der Tugend drischt. Der Speisesaal ist leer. Die Gäste sind bereits weg. Er geht enttäuscht ins Zimmer, doch da warten einige Ex-Schüler in Toga: „Heil dir, Cäsar!“ Er bekommt einen Baseballschläger als Erinnerung daran, dass er einmal beim Baseballspiel mit den Schülern im Schulhof eine Autoscheibe eingeschlagen hatte, und eine Tafel mit einem Sinnspruch über die Tätigkeit des Lehrers.
Hundert reist ab. Er hatte mit Bell einen Misserfolg, aber seine Erfolge machen das mehr als wett. Hundert überwindet seine Enttäuschung, tritt wieder in St. Benedict’s ein und übernimmt neuerlich die Lehrtätigkeit im Fach Geschichte. Einiges hat sich geändert, nun besuchen auch Mädchen die ehemalige „School for Boys“.
Im neuen Schuljahr kommt als letzter – einige Minuten zu spät – Martin Blythe junior in die Klasse. Durch das Fenster sieht Hundert Blythes Vater, seinen ehemaligen Schüler, der zum Abschied hinaufwinkt. Hundert lässt Martin junior die Inschrift über der Schultür vorlesen: „Ich bin Schutruk Nahhunte …“ und stellt zufrieden fest: „Ausgezeichnet.“
Die negative Erfahrung mit Sedgewick Bell ist überwunden. Das Leben kann weitergehen.

## Kritiken
- James Berardinelli schrieb, Kevin Kline sei in Topform. Gut gezeichnete Charaktere würden den Film tragen.[2]
- Roger Ebert schrieb, der Film sei unüblich realistisch. Kevin Kline verstehe gut den Charakter, den er spiele.[3]

„Der dramatische Film stellt demokratische und nationale Werte in den Mittelpunkt und thematisiert mit pathetischem Unterton die Komplexe Ehre, Moral und Tugend. Dabei wird eine angestaubte Vorstellung von Bildung vermittelt, und auch der Grundkonflikt wirkt wenig originell.“

## Auszeichnungen
- Der Film und Emile Hirsch wurden 2003 für den Young Artist Award nominiert.